# Lékořicová Pizza
Lékořicová Pizza (v anglickém originále Licorice Pizza) je americký komediálně-dramatický film z roku 2021. Paul Thomas Anderson je režisérem, scenáristou, kameramanem a producentem filmu. Hlavní role hrají Alana Haim, Cooper Hoffman, Sean Penn, Tom Waits, Bradley Cooper a Benny Safdie.
Film měl premiéru ve Spojených státech amerických dne 28. listopadu 2021. Film získal pozitivní reakce od kritiků, tři ceny National Board of Review, včetně ceny za nejlepší film, čtyři nominace na Zlatý glóbus, osm nominací na Critics' Choice Movie Awards a byl zařazen mezi deset nejlepších filmů roku Americkým filmovým institutem.

## Obsazení
- Alana Haim jako Alana Kane
- Cooper Hoffman jako Gary Valentine
- Sean Penn jako Jack Holden
- Tom Waits jako Rex Blau
- Bradley Cooper jako Jon Peters
- Benny Safdie jako Joel Wachs
- Skyler Gisondo jako Lance
- Mary Elizabeth Ellis jako Momma Anita
- John Michael Higgins jako Jerry Frick
- Christine Ebersole jako Lucy Doolittle
- Harriet Sansom Harris jako Mary Grady
- Ryan Heffington jako Steve
- Nate Mann jako Brian
- Joseph Cross jako Matthew
- George DiCaprio jako pan Jack
- Ray Chase jako B. Mitchel Reed
- Emma Dumont jako Brenda
- Yumi Mizui jako Mioko
- Megumi Anjo jako Kimiko
- Maya Rudolph jako Gale
- John C. Reilly jako Fred Gwynne
- Dan Chariton jako Sam Harpoon